# Saurita trichopteraeformis
Saurita trichopteraeformis är en fjärilsart som beskrevs av Jörgensen 1913. Saurita trichopteraeformis ingår i släktet Saurita och familjen björnspinnare. Inga underarter finns listade.